# 弯柄紫堇
弯柄紫堇（学名：Corydalis geocarpa）为罂粟科紫堇属下的一个种。

## 扩展阅读
- 維基物種上的相關：弯柄紫堇